# Eurocoelotes inermis
Eurocoelotes inermis är en spindelart som först beskrevs av Ludwig Carl Christian Koch 1855.  Eurocoelotes inermis ingår i släktet Eurocoelotes och familjen mörkerspindlar. Inga underarter finns listade i Catalogue of Life.